# گره رانویه
گره رانویه فرو رفتگی‌های غلاف میلین در تارهای عصبی است. در واقع فواصلی در رشته‌های عصبی که در آن‌ها غلاف میلین وجود ندارد، گره رانویه نام دارد.
هدایت پیام عصبی در این رشته از گرهی به گره دیگر است. این گره‌ها شتاب پتانسیل کار از یک گره به گره بعدی را افزایش می‌دهد. به دلیل وجود گره رانویه در تارهای عصبی میلین دار سرعت هدایت پتانسیل کار در این تارها از سایر تارهای عصبی بیشتر است. هدایت پیام عصبی در تارهای عصبی میلین دار از یک گره رانویه به گره بعدی صورت می‌گیرد و به صورت جهشی است و همین امر موجب می‌شود که هدایت پیوسته با حداکثر سرعت ۱۲۰ متر بر ثانیه انجام شود. هدایت پیام عصبی در تارهای عصبی بدون میلین بسیار آهسته تر و با سرعت ۵ متر بر ثانیه ( حداقل سرعت)  صورت می‌گیرند.

## تاریخچه

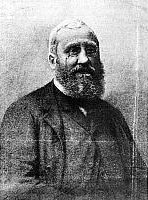
لویی آنتونیو رانویه ۱۸۳۵-۱۹۲۲

## نگارخانه

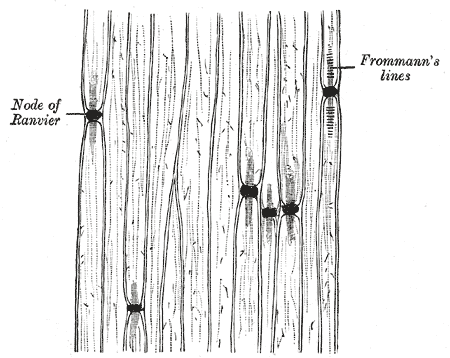